# Département de Tabou
 (novembre 2024).
Si vous disposez d'ouvrages ou d'articles de référence ou si vous connaissez des sites web de qualité traitant du thème abordé ici, merci de compléter l'article en donnant les références utiles à sa vérifiabilité et en les liant à la section « Notes et références ».
Le département de Tabou est un département de Côte d'Ivoire. 

## Informations générales

### Département de Tabou
Le département de Tabou est situé dans la région du Bas-Cavally, au sud-ouest de la Côte d'Ivoire. Il est bordé par l'océan Atlantique au Sud et à l'ouest le Liberia.
Il comprend du Nord au Sud les sous-préfectures Djouroutou, Grabo et Olodio.

#### Géographie
Le département de Tabou est caractérisé par un climat tropical, avec une saison des pluies qui s'étend généralement d'avril à octobre. La région possède de nombreuses plages, ainsi que des zones forestières qui contribuent à sa biodiversité.

#### Histoire
Historiquement, Tabou a été un important point d'échange en raison de sa proximité avec le Liberia. La région a connu divers impacts des mouvements migratoires et des échanges culturels au fil des siècles, encore plus ces dernières années à cause de la situation socio-polirique du pays voisin cité plus haut, à l'ouest. 

#### Population
Le département de Tabou abrite une population diversifiée, comprenant plusieurs groupes ethniques issu des Krou (les Kroumens, les Bakwés, les Didas, etc), les Baoulés , les Burkinabés, etc. La population est principalement rurale, et la langue officielle est le français, bien que plusieurs langues locales soient également parlées.

#### Économie
L'économie de Tabou repose essentiellement sur l'agriculture. Les principales cultures comprennent le cacao, le café, et d'autres produits agricoles comme le palmier à huile. La pêche joue également un rôle significatif dans l'économie locale en raison de la proximité de l'océan.

#### Infrastructures
Le département est accessible par route et possède un port qui facilite le commerce maritime. Des établissements éducatifs et de santé y sont présents, bien que leur répartition varie, avec un accès parfois limité dans les zones rurales.

#### Tourisme
Tabou est connu pour ses plages et sa nature préservée. Bien que le tourisme ne soit pas encore largement développé, les visiteurs peuvent explorer des sites naturels et profiter d'activités liées à la mer.